# Martha van Denemarken
Märta Eriksdotter van Denemarken (1277- 2 maart 1341) (Deense naam: Margrete) was koningin van Zweden van 1298 tot 1318. Ze was de vrouw van koning Birger I van Zweden en had veel politieke invloed als koningin en speelde een rol in de Håtunaspelen en het Banket van Nyköping.

## Levensloop
Märta was een dochter van koning Erik V van Denemarken en Agnes van Brandenburg. In 1298 huwde zij met koning Birger I van Zweden. Tot het huwelijk werd al besloten toen ze nog een kind was, de benodigde dispensatie van de paus werd gegeven in 1284. Ze bracht daardoor een groot gedeelte van haar kindertijd aan het Zweedse hof door. Ze werd daarbij opgevoed door haar toekomstige schoonmoeder Helvig van Holstein. Märta en Birger groeiden samen op en hun huwelijk werd beschreven als gelukkig. Märta had veel invloed op haar echtgenoot en stond bekend als bloeddorstig in het geschil met de broers van de koning. Nadat haar echtgenoot in 1318 afgezet was, keerde zij terug naar Denemarken, gevolgd door de afgezette koning.
Märta was de moeder van :
- Magnus (1300-1320)
- Erik
- Agnes
- Catharina